# Suri Sicuri

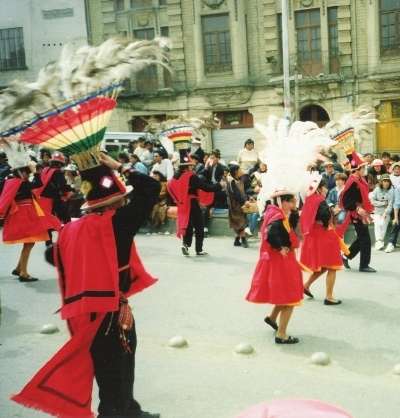
Suri Sikuri, danza boliviana

Suri Sicuri è danza boliviano caratterizzato dal fatto che i suoi interpreti indossano un sorprendente copricapo a forma di cono rovesciato realizzato con una serie di canne adornate con piume dell'suri o struzzo andine.
Questa danza è uno di quelli che fa parte del Carnaval de Oruro.

## Origine
La danza Suri Sicuri è stata creata ad Oruro il 2 agosto 1974, ispirata principalmente dai personaggi dei Sikuris de Italaque della Provincia di Camacho del Dipartimento di La Paz e dei Chiriwanos de Achocalla della Provincia di Murillo dello stesso dipartimento e l'osservazione de avestruzzi andine nel Parque Nacional Sajama di Oruro.
La danza Suri Sicuri ha origine nella città di Oruro in Bolivia, città andina nella quale si conservano molte tradizioni legate alle culture precolombiane.
Il suri si identifica con lo struzzo andino che vive in tutte le regioni della Bolivia e la danza è la rappresentazione cerimoniale della caccia allo struzzo, che veniva effettuata suonando uno strumento ad aria autoctono costruito in legno denominato Sikuri.
Il principale abbigliamento del Suri Sikuri, tanto negli uomini come nelle donne, è il cappello che è particolarmente ampio e munito di una vistosa decorazione di piume di Suri.
Le melodie del suono di questa danza, avvolge in un clima tipicamente andino.